# Confusa, perdida
"Confusa, perdida" ou "Triste pastora" é uma canção de Natal tradicional portuguesa originária da Beira Litoral.

## História

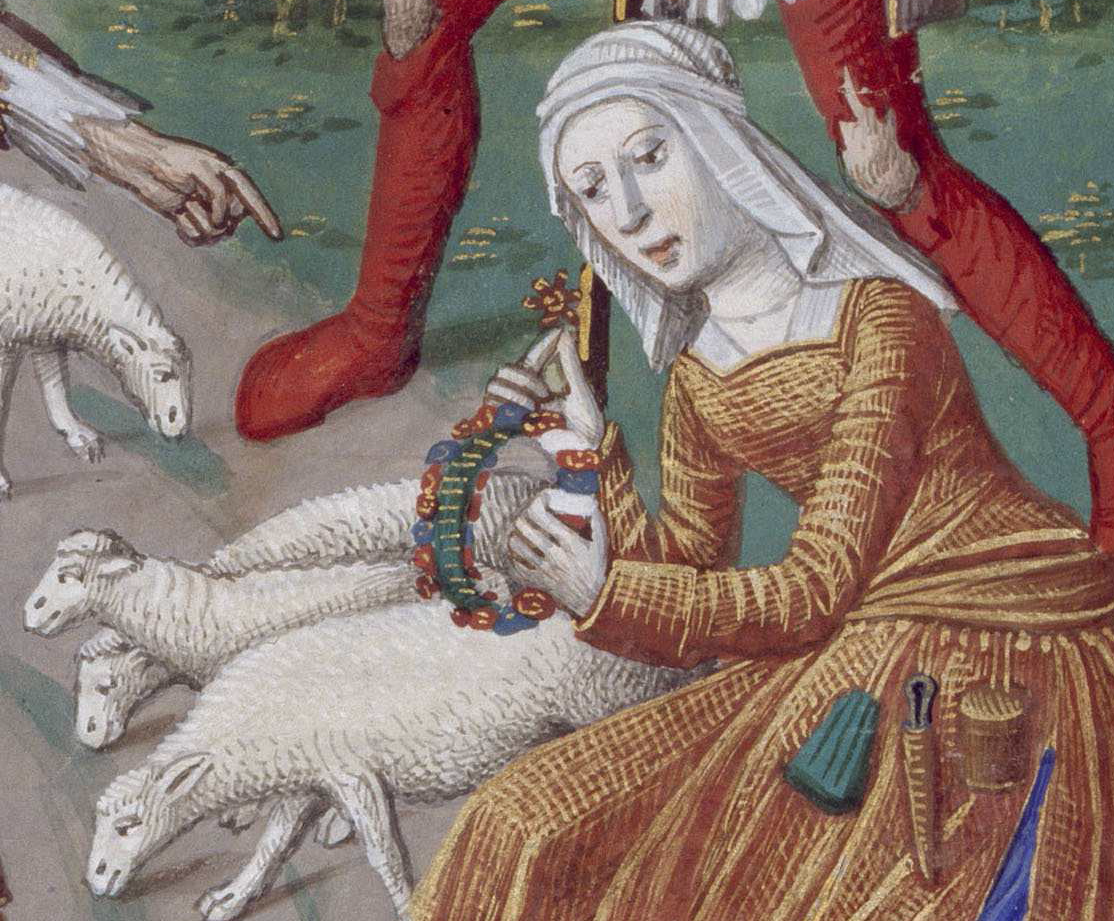
Pastora distraída em anunciação aos pastores do livro de horas de Carlos VIII de França

Esta cantiga é um fragmento musical que fazia, originalmente, parte de um auto popular de Natal representado em várias povoações do litoral português. Era cantada pela personagem Pastora, uma do grupo dos zagais de Belém que após receber a notícia do nascimento de Jesus pelo anjo vão apressados procurá-Lo para O adorar. Contudo, esta acaba por se perder, sozinha nos bosques, pedindo por isso ajuda aos anjos para chegar à lapinha e assim achar a cura dos seus "males". A este aparente impasse foi dada uma conclusão por João Maria de Santiago Prezado para o seu Auto da Pastora Perdida e da Velha Gaiteira de 1944. Adiciona duas quadras em que chega, finalmente, o auxílio celestial, mas a pastora, que não consegue lutar mais contra o sono e o cansaço, deixa-se adormecer, pedindo aos anjos que velem o seu sono.
Esta canção surge pela primeira vez publicada em 1919 pelo etnomusicólogo português Pedro Fernandes Tomás na sua obra Cantares do Povo.
Partindo desta publicação, "Confusa, perdida" foi harmonizada pelo compositor português Fernando Lopes-Graça que a incluiu na sua Primeira Cantata do Natal, terminada no ano de 1950. Em 2011, também o compositor Vasco Azevedo escreveu um arranjo a que deu o nome de "Triste pastora".

## Letra

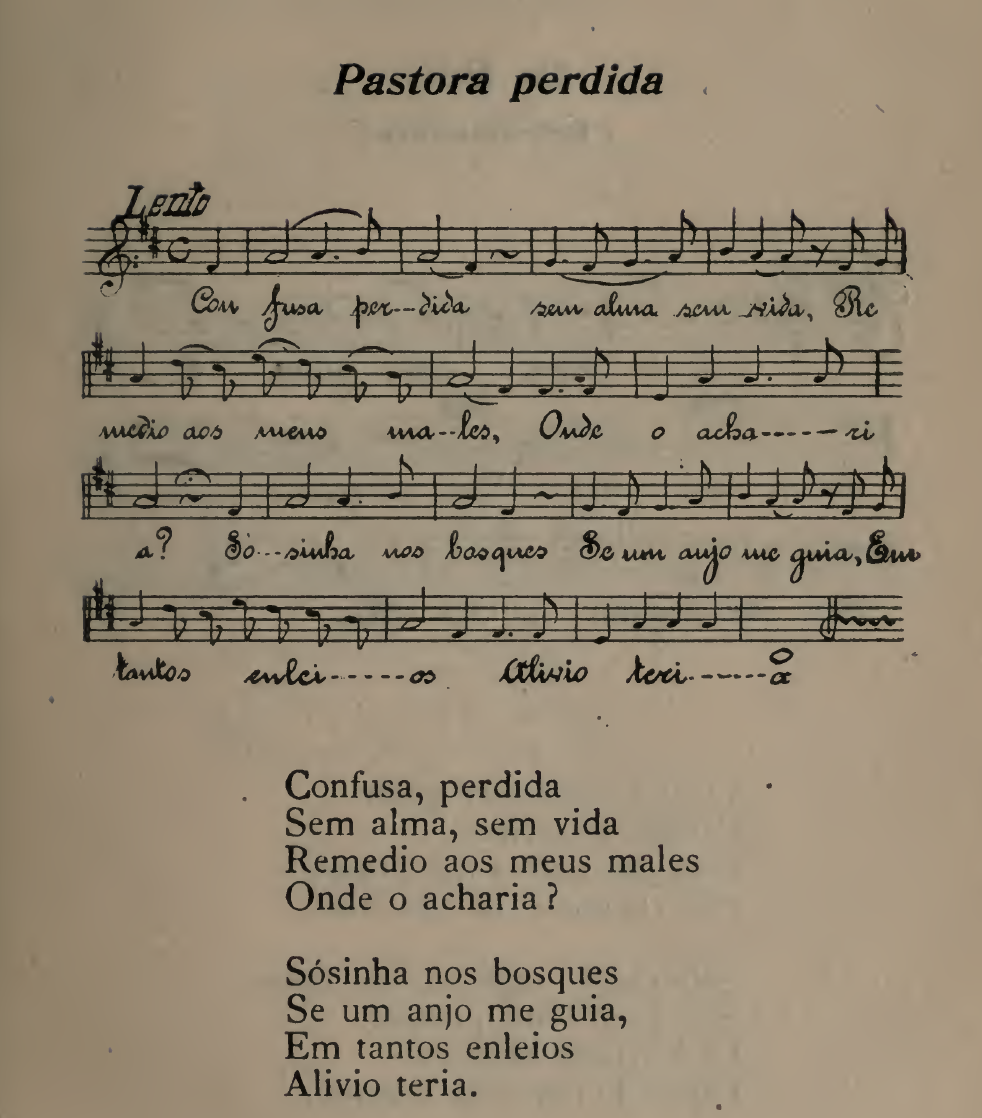
Partitura de "Confusa, perdida" tal como surge nos Cantares do Povo de Pedro Fernandes Tomás.

| Recolha de Fernandes Tomás                                                        |
| --------------------------------------------------------------------------------- |
| Confusa, perdida, Sem alma, sem vida; Remédio aos meus males; Onde o acharia?     |
| Sozinha nos bosques Se um anjo me guia, Em tantos enleios Alívio teria.           |
| Remate de Santiago Prezado                                                        |
| Ai, triste pastora, Neste ermo sozinha, Que os anjos me ensinem Onde é a lapinha. |
| Mas, ai, que eu não posso Mais longe seguir… Velai o meu sono, Deixai-me dormir…  |

## Discografia
- 1956 — Cantos Tradicionais Portugueses da Natividade. Coro de Câmara da Academia de Amadores de Música. Radertz. Faixa 10.
- 1978 — Primeira Cantata do Natal. Grupo de Música Vocal Contemporânea. A Voz do Dono / Valentim de Carvalho. Faixa 10.
- 1994 — Lopes Graça. Grupo de Música Vocal Contemporânea. EMI / Valentim de Carvalho. Faixa 10.
- 2000 — 1ª Cantata do Natal Sobre Cantos Tradicionais Portugueses de Natividade. Coral Públia Hortênsia. Edição de autor.Faixa 10.
- 2008 — Compositores Portugueses XX/XXI Volume 2. Lisboa Cantat. MU Records / Arte das Musas. Faixa 12.
- 2012 — Canções de Natal Portuguesas. Pequenos Cantores do Conservatório de Lisboa. Numerica. Faixa 4: "Triste Pastora".
- 2012 — Fernando Lopes-Graça  - Obra Coral a capella - Volume II. Lisboa Cantat. Numérica. Faixa 14.
- 2013 — Fernando Lopes-Graça  - Primeira Cantata de Natal. Coro da Academia de Música de Viana do Castelo. Numérica. Faixa 10.[4]
- 2017 — Primeira Cantata de Natal: Fernando Lopes-Graça. Coral de Letras da Universidade do Porto. Tradisom. Faixa 10.